# DJ JIN
DJ JIN（ディージェー・ジン、本名：山本 仁（やまもと じん）、1973年3月24日 - ）は、日本のヒップホップグループRHYMESTERの2代目DJ。血液型O型。

## 来歴・人物
神奈川県横浜市出身。横浜市立金沢高等学校卒業。早稲田大学に入学し、「早稲田大学ソウルミュージック研究会ギャラクシー」に在籍し、16代部長を務めた（第12代部長が宇多丸で、第13代部長がMummy-D）。サークルの同期にコラムニストのジェーン・スーがいる。
横浜Circusに行って以来、DJを志すようになり、音楽サークルの先輩であった宇多丸やMummy-Dらが結成していたRHYMESTERの初代DJ・DJ Chocolate不在時に代打として参加し始め、1994年頃に正式メンバーとなる。音楽プロデューサーとしての初作品は、RHYMESTER“B-BOYイズム”（1998年。Mummy-Dとの共作）。「キング・オブ・ステージ」と呼ばれるRHYMESTERのライヴの演奏をひとり支える。
クラブDJとしては、ヒップホップ中心にジャンル／年代問わず、様々な曲を独特な流れでプレイするスタイルが持ち味とされている。時にラップを披露することもある「マイク持つDJ」。FUNKY GRAMMAR UNIT所属。
ヒップホップのみならず、ファンク／ソウル／ジャズなど、複数の音楽からサウンドを作り出す。
RHYMESTER外の活動としては、クラブイベントをきっかけにbreakthroughというプロジェクトを立ち上げている。
趣味は格闘技と野球である。
2007年、2度目となる入籍をしたことを7月9日にブログで発表した。入籍日は2007年7月7日。2008年に長女誕生、2011年に長男誕生。
同年12月21日には日本語ラップのミックスCD『The Groovement』をリリースした。

## ディスコグラフィ
RHYMESTER及びbreakthroughの作品は除く

### シングル

#### アナログ
- 『Softly / Caterpiller funk』　（2012年10月27日）　100枚限定7inch
- 『QP Funk』　（2014年7月30日）　300枚限定7inch　Cro-MagnonとのユニットCro-Magnon-Jin名義

### ミックスCD
- 『blast presents DIGGIN' FROM PRESTIGE DJ JIN'S MORE FUNKY STRUTT』　(1999年2月24日)
- 『DYNAMITE SOUL mixed by DJ JIN』　(2001年11月21日)
- 『THE SOUND OF UNIVERSE MIXED BY DJ JIN FROM RHYMESTER』　(2003年6月4日)
- 『IN THE MOOD Blue Note Mix by DJ JIN』　(2004年2月25日)
- 『The Groovement -Japanese Hip Hop Mix by DJ JIN-』　(2007年12月21日)
- 『DJ JIN X JAZZY SPORT: THE MIX』　(2009年7月4日)
- 『waxpoetics presents EXCLUSIVE BEATS MIX SERIES Mixed by DJ JIN』　(2010年9月1日)
- 『Extra Essence -Salsoul Disco Boogie-』　（2014年9月17日）　TSUTAYA限定販売
- 『Music Journey -classics crossover- mixed by DJ JIN』（2016年9月14日）＊ユニバーサルミュージックより発売

### コンピレーション
- 『Super Ike's Breaks』　Isaac Hayes　(1996年)
- 『SEARCHIN' FOR THE PERFECT BEAT』　V.A.　(1997年)
- 『FRONT presents diggin' from the vaults DJ JIN'S FUNKY STRUTT』　V.A.　(1998年)
- 『bmr special sampler CD Extra Loungin'』　V.A.　(2007年)
- 『GONNA HAVE A FUNCKY FUNCKY PARTY』　V.A.　(2008年)

### 楽曲提供
- “Flushing 50's”　Scaramanga and DJ JIN　（2000年）
- “親不孝通り”　BAY SQUAD（2000年）
- “The Adventures of KOHEI JAPAN”　KOHEI JAPAN　（2000年）
- “DRUM AND BASS”　Mr. DRUNK + DJ JIN　（2000年）
- “Life Work”　KUTTS　（2001年）
- “100パー”　GRAPPLUZ　（2001年）
- “パスザマイク”　夜光虫　（2002年）
- “殺しの序曲”　Super 7　（2003年）
- “格闘王”　時雨　（2003年）
- “Classics Mix Vol.1”　DJ JIN　（2003年）
- “Wind Parade feat. Mark De Clive-Lowe & Bembe Segue”　DJ JIN　（2004年）
- “Les Cactus”　DJ JIN　（2005年）
- “ロードランナー”　MELLOW YELLOW　（2005年）
- “作詞込み仕込み”　YOUTH　（2006年）
- “99-05”　YA-KYIM　（2006年）
- “Superstar”　YA-KYIM　（2007年）
- “Jealous Girl”　May J.　（2007年）
- “超・ラップへの道 feat. TARO SOUL and DEJI”　KEN THE 390　（2007年）
- “HIP HOP IS NOT DEAD”　時雨 with AZUMA YACHT SCHOOL　（2008年）
- “ヒップホップ温故”　GRAPPLUZ　（2008年）
- “The Deadly Medley”　DJ JIN　（2008年）
- 『shibuyaNUTS presents this is... produced by ROCK-Tee & DJ JIN from Rhymester』　V.A.　（2008年）アルバム
  - “this is...Intro”　DJ JIN
  - “Unstoppable Train”　COMA-CHI, DABO, YUTAKA from Full Of Harmony, KOHEI JAPAN
  - “Girls Spacy Healin'”　YA-KYIM & May J.
  - “踏みだおれ”　韻踏合組合 & SHINGO☆西成
  - “FAKEASS feat. KREVA”　TR-908
  - “禁断の果実”　さかいゆう
- “Shake And Bake”　TARO SOUL　（2009年）
- “intro”　COMA-CHI　（2009年）
- “sakura...intro”　DJ JIN　（2009年）
- “sakura...outro”　DJ JIN　（2009年）
- “Shake And Bake Again feat. SIMON”　TARO SOUL　（2009年）
- “ナイトショット”　FUNKY MONKEY BABYS　（2009年）
- “HOT MUZIK feat. COMA-CHI”　三浦大知　（2009年）
- “続・超・ラップへの道 feat. TARO SOUL and DEJI”　KEN THE 390　（2010年）
- “spextacy 〜U.F.O.!!〜”　COMA-CHI　（2010年）

#### リミックス
- “Jungle Mank (DJ JIN Remix)”　Speech　（1998年）
- “DOK KOH HOH (DJ JIN a.m.4:30三京 Remix)”　DOHZI-T & KOHEI　（1999年）
- “SPACE BREAKERS (DJ JIN Body Rockin' Remix)”　RIP SLYME　（2000年）
- “Shining Star (DJ JIN's 浅草Samba Remix)”　アース・ウィンド・アンド・ファイアー　（2002年）
- “K-ON'S HOUSE (DJ JIN's Reconstruction)”　K-ON　（2002年）
- “浪漫ストリーム (DJ JIN X-treme Remix)”　シーモネーター&DJ TAKI-SHIT　（2002年）
- “Main Street Electrical Parade (DJ JIN Back-in-the-dayz Remix)”　（2003年）
- “君の星 (DJ JIN's Urban Hang Suite Mix)”　eico　（2004年）
- “春夏秋冬 (DJ JIN Remix)”　カルテット　（2006年）
- “一期一会 (DJ JIN Remix)”　カルテット　（2007年）
- “情熱白書 (DJ JIN Paint-It-Black Remix)”　カルテット　（2007年）
- “月光 (DJ JIN Remix)”　ライムサイエンティスト　（2007年）
- “Walkin' in the rain (DJ JIN Remix feat. KEN THE 390)”　SWEEP　（2007年）
- “Take You There feat. May J. (DJ JIN future SOUL Remix)”　TARO SOUL　（2008年）
- “Celebrate (DJ JIN Spiritual Screwed-Up Edit)”　宇多田ヒカル　（2008年）　プロモオンリー、未発売
- “鍛冶屋のFUNK” 志磨参兄弟 （2013年）